# Deshahalli, Maddur
Deshahalli là một làng thuộc tehsil Maddur, huyện Mandya, bang Karnataka, Ấn Độ.